# Mariano Padilla y Ramos

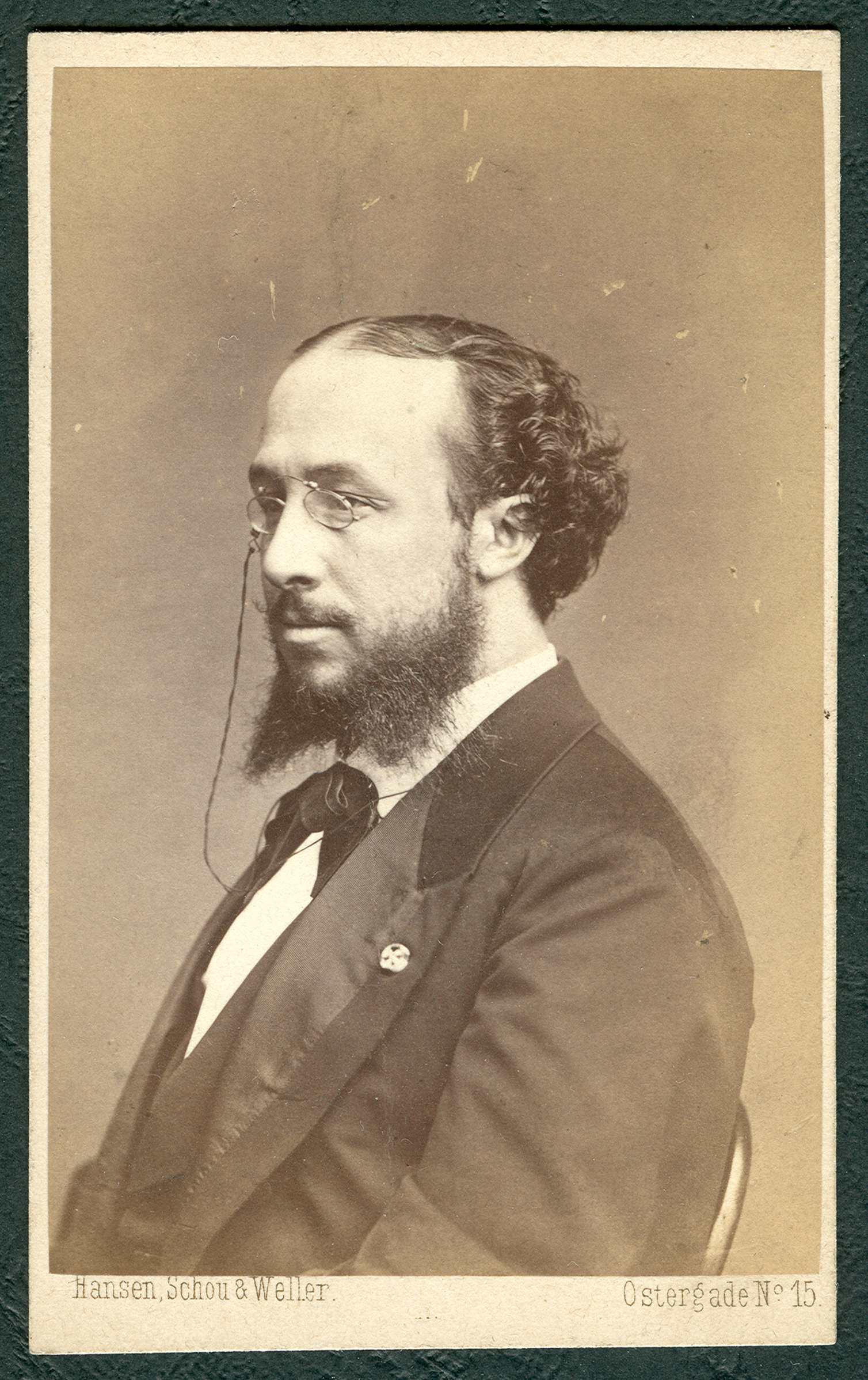
Mariano Padilla y Ramos

Mariano Padilla y Ramos (Murcia, 31 de mayo de 1836 - Paris, 23 de noviembre de 1906) fue un célebre barítono español, que debutó en Mesina, obteniendo memorables éxitos en teatros de Italia, Austria, Alemania y Rusia.
Estudió con Giorgio Ronconi y Teodulo Mabellini en Florencia y cantó en muchos países europeos, incluyendo Inglaterra, donde cantó Dinorah de Giacomo Meyerbeer en 1881, y Alemania y Austria, entre 1875 y 1880. Apareció en el Covent Garden en 1887 y en Praga ese mismo año en la celebración del centenario del estreno de Don Giovanni, con el papel protagonista, que se convirtió en una de sus mayores creaciones. En 1888 hizo una gira por los países escandinavos y San Petersburgo.
En 1869 contrajo matrimonio con la soprano belga Désirée Artôt, exnovia de Piotr Chaikovski. La hija de ambos, Lola Artôt de Padilla fue también una notable cantante de ópera.
Tras finalizar su carrera escénica, en 1889, se estableció como profesor de canto en París, junto con su esposa.

## Enlaces externos

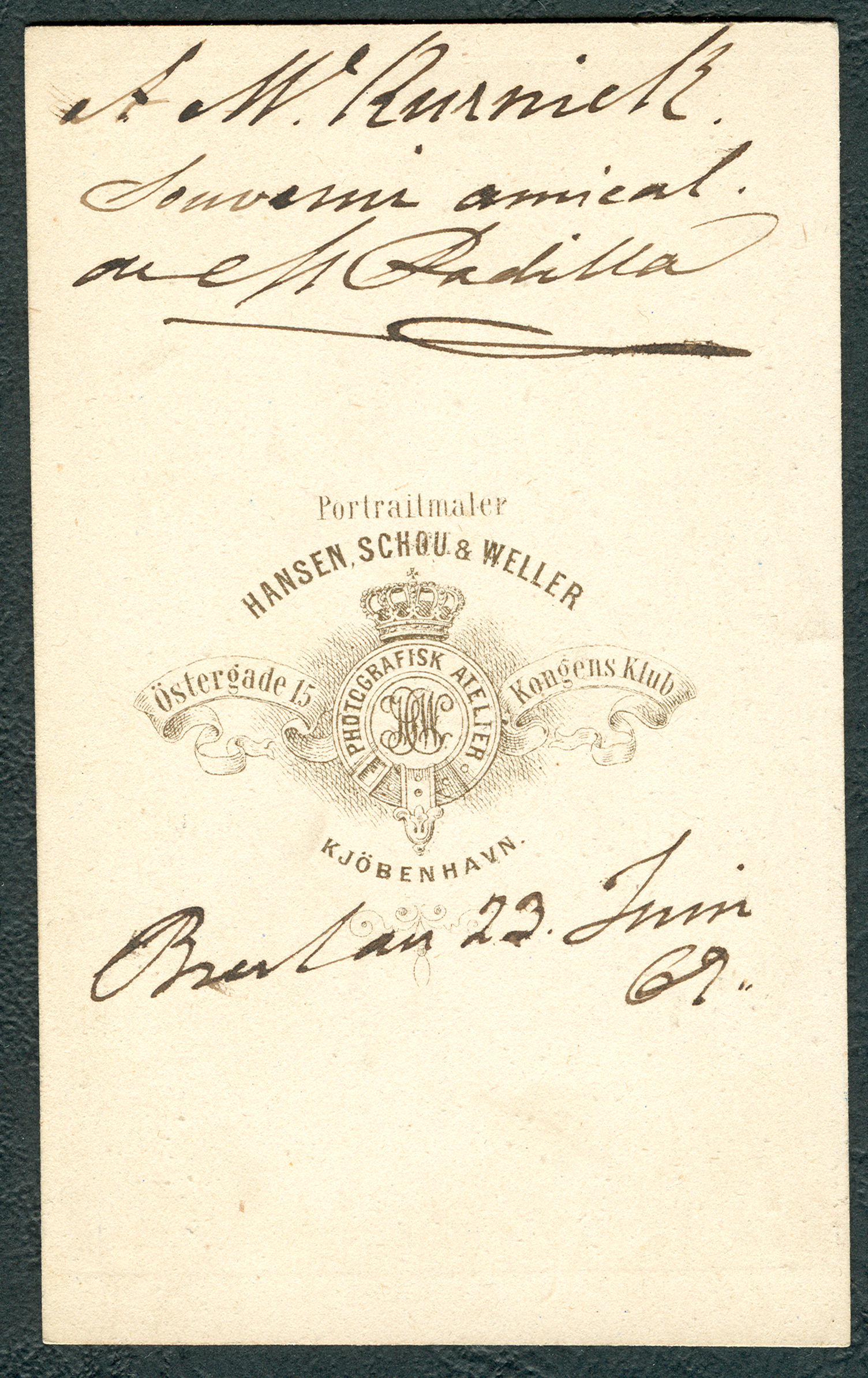
„À M[ax] Kurnik / Souvenir amical (... Copenhague...) Padilla“ Breslavia, 23.06.1869